# 節分お化け
節分お化け（せつぶんおばけ）、あるいは単にお化け、オバケとは、節分の夜に（立春前夜）の厄祓い（厄除け）として行われる日本の儀式。普段と違う服装で、社寺参拝を行う異装儀式である。

## 概要
節分の夜に、老婆が少女の髪型である桃割にしたり、逆に少女が成人女性の髪型である島田に髪を結ったりする。このため「オバケ」とは「お化髪」が語源であるという説もある。また異性装も行われる。そしてこのような異装のまま、寺社へ詣でて新年の平穏を祈ることも行われる。
このような異装を行うのは、違う年齢や違う性など「普段と違う姿」をすることによって、節分の夜に跋扈するとされる鬼をやり過ごすためである。
立春前夜は、暗い季節（秋・冬）と明るい季節（春・夏）の変わり目である。 また旧暦では年の変わり目である1月の始まりもおおよそこの頃であり、方位神が居場所を変えるなど、古い年から新しい年へと世界の秩序が大きく改組される不安定な時季と信じられた。
この様な時季には現世と異世界を隔てる秩序も流動化し、年神のような福をもたらす存在が異世界からやってくる反面、鬼などの危害をもたらす存在もやってくるとされた。そこで豆まきなどの追儺儀式が行われるが、お化けもまたそうした儀式のひとつである。

## 歴史
民間信仰に属する儀式のため、節分お化けがいつごろどのように始まったかについて詳しくはわかっていないが、京都を中心として江戸時代末期から盛んに行われていたとされている。しかし、昭和初期に町衆の行事としては廃れた。

## 町おこし
2000年代頃より、各地の町おこしの一環としてお化けを行う例も見られる。この場合、厄除けの儀式といった信仰面より仮装行列として楽しむイベントとしての面が強調されている。
東京・吉原
吉原では、「よしわら節分お化け」が行われる。
東京・四ツ谷（荒木町）
花街であった荒木町でも「節分お化け」が行われる。
京都
京の花街で節分に行われる季節の演し物や観光資源として、再び行われるようになったあまり知られていないイベント。この節分お化けでは、芸妓などが時代劇やスポーツ選手、海外の民俗舞踊など、通常の衣装とは違う様々な扮装をして座敷に出る。また客の方も様々な扮装をする場合もあり、時には客の男性が芸妓や舞妓の扮装をして他の客の座敷に出ることもある。通常このような場所では客が他の客の座敷を覗くことはタブーであるが、お化けの時には年に一度の例外として上がり込む事すら許されるのである。また、この花街におけるお化けでは、厄年の者が異装して厄払いとすることも行われる。
1月の正月と4月頃の花街のをどりとの間の云わば閑散期の集客イベントとして開催されるようになった。
近年では、京都国際マンガミュージアムで、「節分お化け☆仮装百鬼夜行」というイベントが行われている。